# 弗朗西永
弗朗西永（法語：Francillon，法語發音：[fʁɑ̃sijɔ̃]）是法国安德尔省的一个市镇，位于该省中北部，属于沙托鲁区。

## 地理
弗朗西永（46°56'30"N, 1°33'43"E）面积10.27 平方千米，位于法国中央-卢瓦尔河谷大区安德尔省，该省份为法国中部省份，北起卢瓦-谢尔省，西北接安德尔-卢瓦尔省，西南接维埃纳省，南至克勒兹省和上维埃纳省，东临谢尔省。
与弗朗西永接壤的市镇（或旧市镇、城区）包括：阿尔日、圣拉克唐桑、维勒贡日、勒夫鲁。

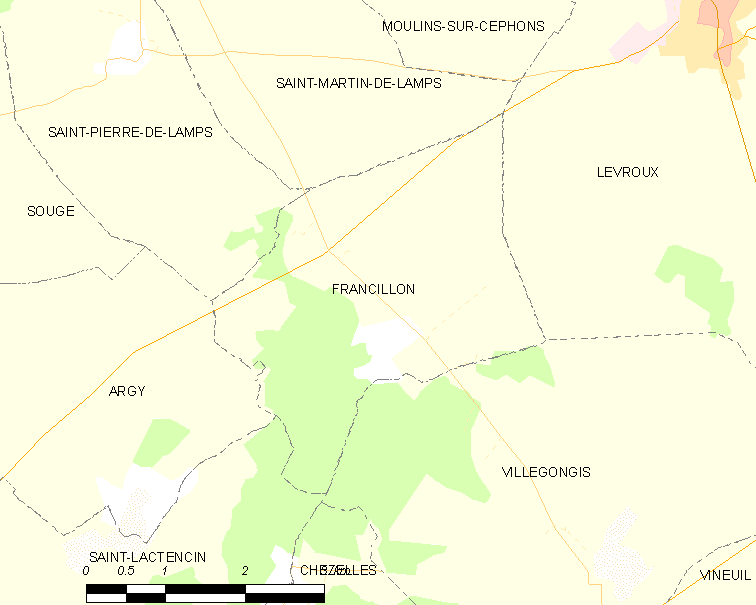
弗朗西永的OSM定位图

弗朗西永的时区为UTC+01:00、UTC+02:00（夏令时）。

## 行政
弗朗西永的邮政编码为36110，INSEE市镇编码为36079。

## 政治
弗朗西永所属的省级选区为勒夫鲁县。

## 人口

1962-2008年间弗朗西永人口变化图示

弗朗西永于2022年1月1日时的人口数量为76人。